# Enchère de Vickrey

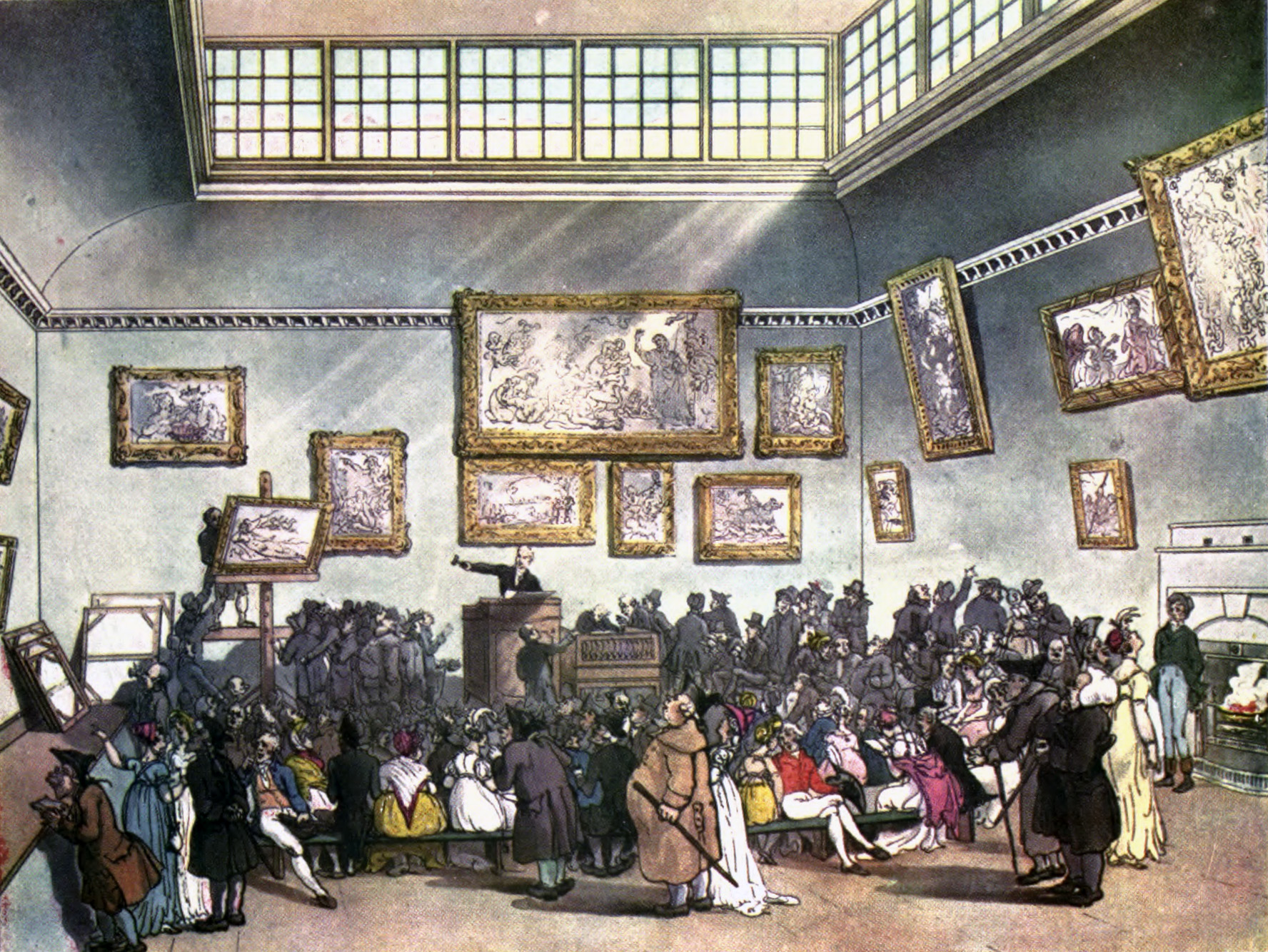
Illustration d'une enchère.

Une enchère de Vickrey ou enchère au second prix est un type d'enchère à plis fermés où le lot est attribué non au plus offrant mais au prix donné par le deuxième plus offrant. Elles portent le nom de William Vickrey, qui a démontré que ce type d'enchères incite les enchérisseurs à parier sur la valeur réelle qu'ils attribuent au lot.

## Description
Une enchère de Vickrey ne concerne que le cas où un unique lot indivisible est mis aux enchères. Dans ce système, tous les enchérisseurs soumettent en même temps leur proposition, sans connaître les montants proposés par les autres. Le lot revient au plus offrant, mais celui-ci doit payer le prix donné par le deuxième meilleur enchérisseur.
William Vickrey a démontré que ce système permet une allocation optimale à la fois pour le vendeur et l'acheteur. En effet, un acheteur maximise ses chances en pariant la valeur exacte à laquelle il estime le lot. Du point de vue du vendeur, l'évaluation du lot est maximisée dans le cas général.

## Généralisations
Les études originales de Vickrey ne prenaient en compte que des enchères où un unique lot indivisible est vendu. Lorsque plusieurs lots identiques (ou un lot divisible) sont vendus dans une même enchère, une généralisation évidente consiste à faire payer à tous les gagnants le prix donné par le premier perdant. Cette enchère à prix uniforme n'incite pas, cependant, les acheteurs à parier leur véritable évaluation des lots.
Une généralisation de l'enchère de Vickrey qui maintient cette incitation est connue sous le nom de mécanisme de Vickrey-Clarke-Groves, d'après les économistes Edward Clarke et Theodore Groves. Dans ce cas, chaque gagnant de l'enchère paie le coût d'opportunité que sa présence cause chez tous les autres joueurs.

## Applications
Si les enchères de Vickrey sont bien étudiées dans la littérature économique, elles ne sont pas très courantes en pratique. Elles sont utilisées pour la vente de timbres dans des clubs philatéliques. eBay utilise un système comparable aux enchères de Vickrey, avec des différences notables : les soumissions ne se font pas en même temps mais sur une plage de temps définie par le vendeur, le prix n'est pas exactement celui du premier perdant, mais celui du premier perdant augmenté d'un montant, appelé pas de l'enchère allant de 0.50€  à 50€. Il est à noter que l'enchérisseur a tout intérêt à enchérir le plus tard possible (afin d'éviter que d'autres fassent monter les enchères dans l'intervalle avant la fin de la vente, pouvant mener à une bataille d'enchères qui peut faire intervenir des émotions en plus de l'estimation juste de la valeur de l'objet, comme dans une salle de vente), dans le cas où tous les enchérisseurs suivent cette stratégie et enchérissent au dernier moment, le système d'enchère est alors exactement celui de Vickrey (au pas près) . Une légère variation[Laquelle ?] du mécanisme de Vickrey-Clarke-Groves est utilisée pour l'allocation des publicités de Google et Yahoo.
Les enchères à la Vickrey ont aussi été utilisées par le gouvernement britannique pour octroyer les licences de téléphonie de troisième génération aux différents opérateurs.